# 应急性前列腺炎
应急性前列腺炎
应急性前列腺炎是慢性非细菌性前列腺炎 中一种没有致病生物体的慢性前列腺炎类型，患者精神长期处在应急状态下。
有动物实验表明，实验小鼠随机分成两组，一组常规饲养；另一组干扰实验小鼠进食与睡眠，使其处在应急状态下。2周以后，两组实验小鼠一并处死；常规饲养组小鼠前列腺组织切片光学显微镜所见正常，应急处置组小鼠前列腺组织切片所见改变与慢性非细菌性前列腺炎患者前列腺组织病理学切片光学显微镜所见大体相似。
实验室检查，前列腺按出液在光学显微镜下，每高倍视野中白细胞计数超过10个，是应急性前列腺炎诊断的必要条件之一。